# Acrophylla
Genre
Acrophylla est un genre d'insectes phasmoptères de la famille des Phasmatidae, de la sous-famille des Phasmatinae.
Le plus grand d'entre eux, Acrophylla alta, découvert en 2025, pèse 44 grammes et serait l'insecte le plus lourd connu.

## Liste d'espèces
Selon  Species File (22 août 2011) :
- Acrophylla caesarea (Redtenbacher, 1908)
- Acrophylla caprella (Westwood, 1859)
- Acrophylla enceladus Gray, 1835
- Acrophylla maindroni (Redtenbacher, 1908)
- Acrophylla nubilosa Tepper, 1905
- Acrophylla sichuanensis Chen & He, 2001
- Acrophylla thoon (Stål, 1877)
- Acrophylla titan (Macleay, 1826)
- Acrophylla wuelfingi (Redtenbacher, 1908)

Selon NCBI (22 août 2011) :
- Acrophylla thoon
- Acrophylla titan
- Acrophylla wuelfingi

Selon BioLib (12 août 2024) :
- Acrophylla bhaskarai Conle & Hennemann, 2018
- Acrophylla caprella (Westwood, 1859)
- Acrophylla cornuta (Tepper, 1905)
- Acrophylla ligula (Redtenbacher, 1908)
- Acrophylla nubilosa Tepper, 1905
- Acrophylla paula Tepper, 1905
- Acrophylla titan (Macleay, 1827)
- Arophylla thoon (Stål, 1877)
- Acrophylla wuelfingi (Redtenbacher, 1908)